# Обернкірхен
Обернкірхен (нім. Obernkirchen) — місто в Німеччині, розташоване в землі Нижня Саксонія. Входить до складу району Шаумбург.
Площа — 32,55 км2. Населення становить 9288 ос. (станом на 31 грудня 2021).